# Porites

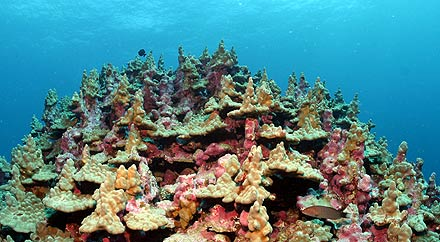
Porites lobata

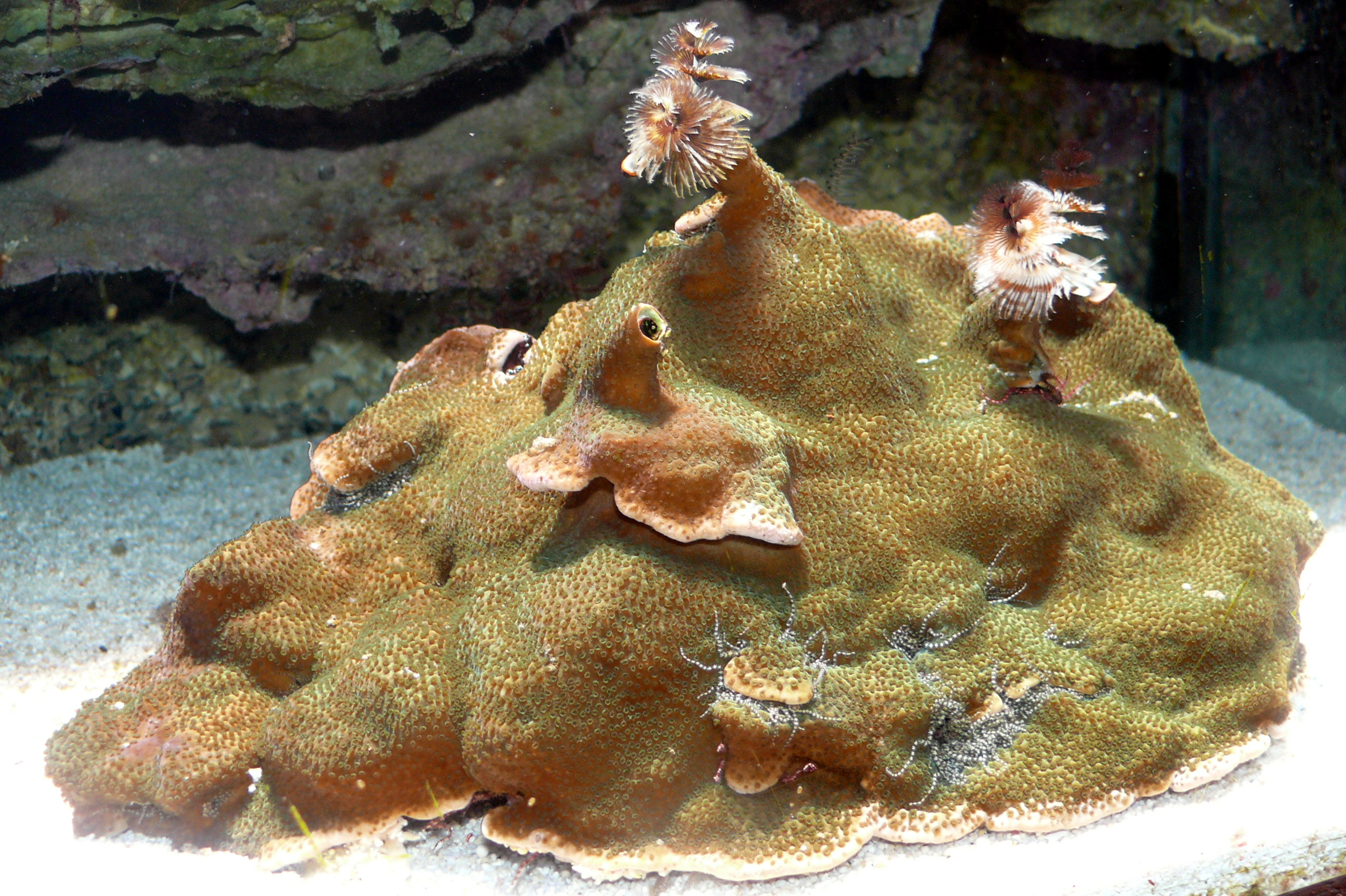
Porites con gusanos Spirobranchus giganteus

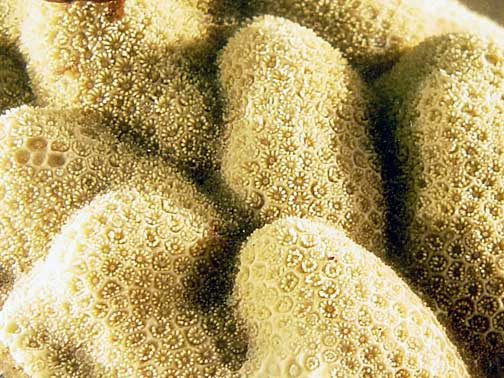
Porites lobata con pólipos expandidos

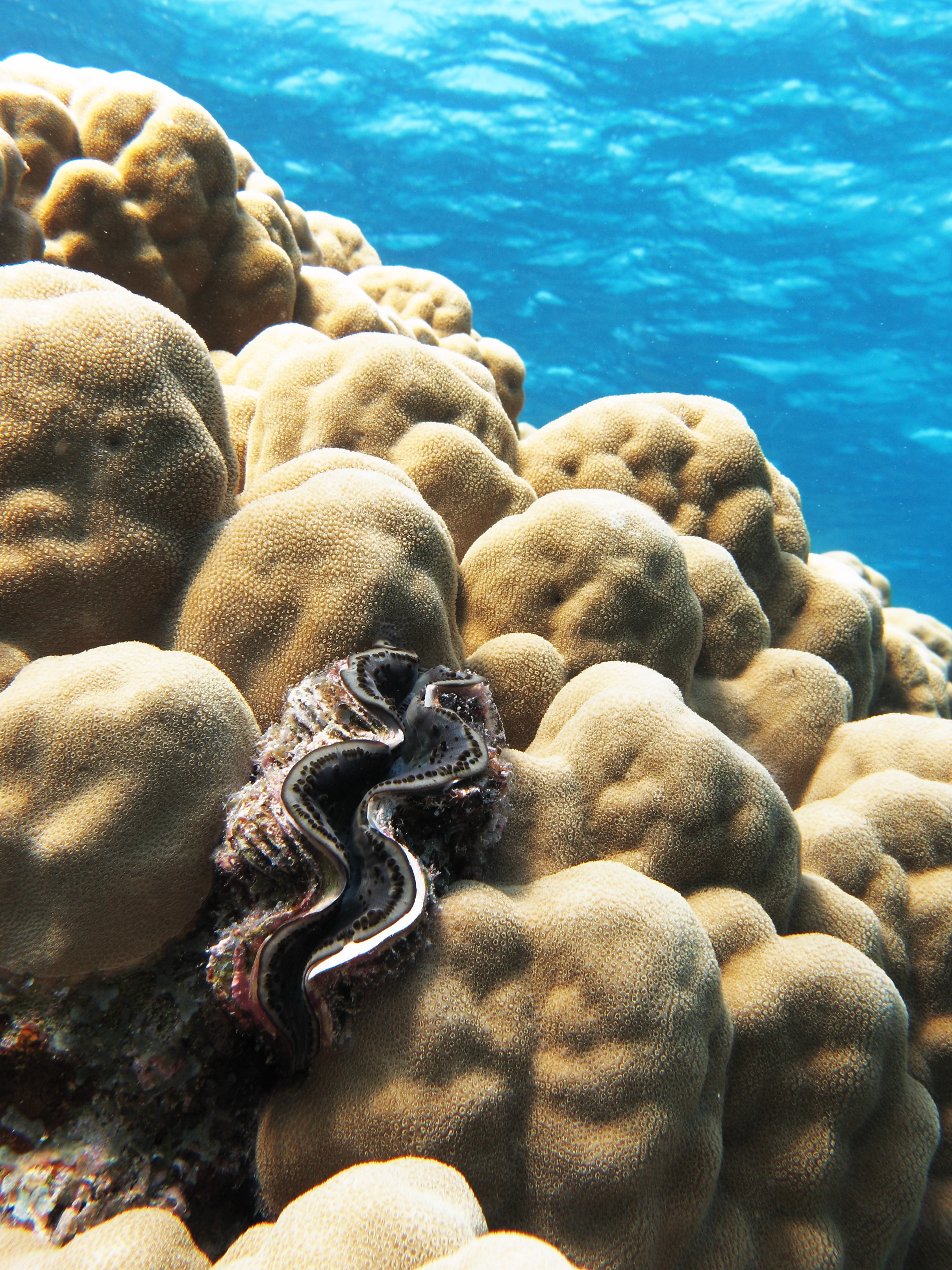
Tridacna maxima en Porites nodifera

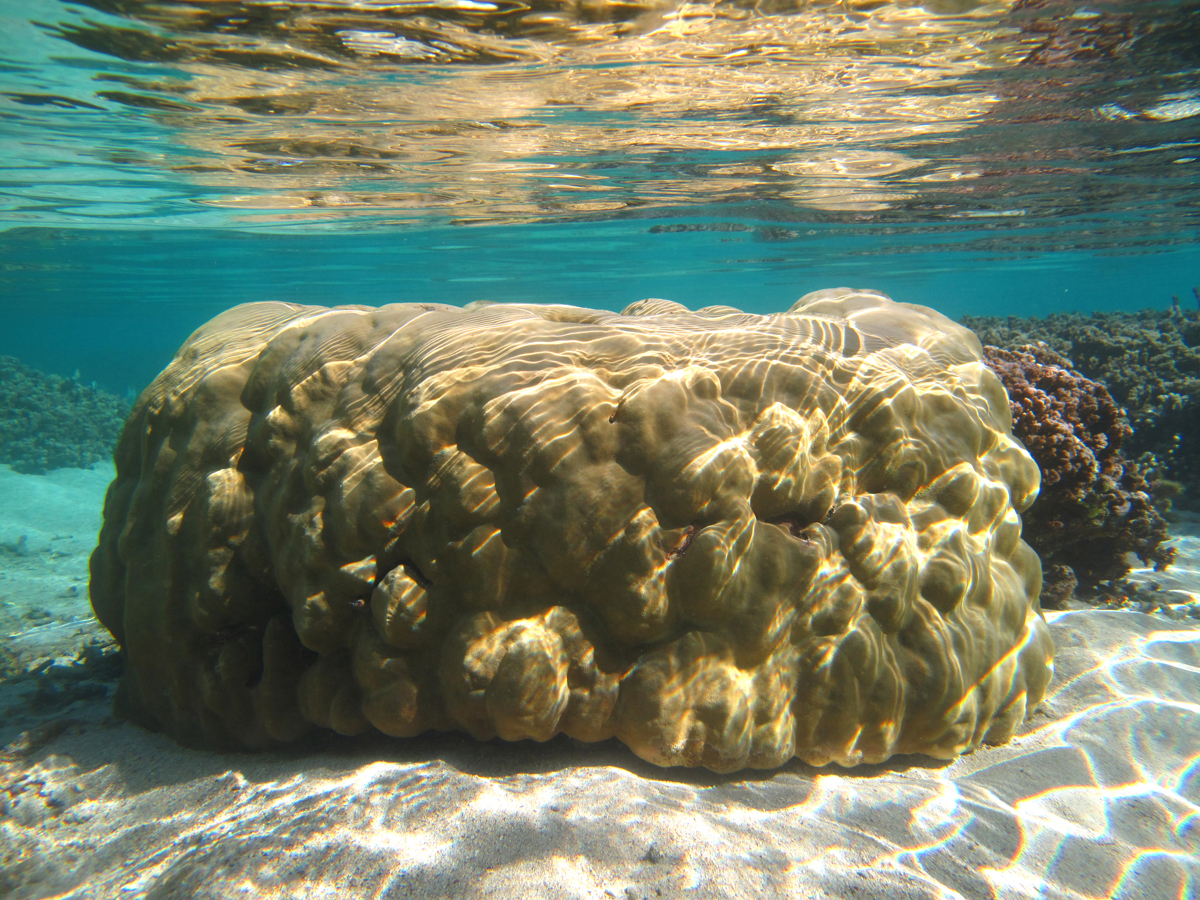
Porites lutea

El género de coral Porites pertenece a la familia Poritidae, del orden Scleractinia, clase Anthozoa.  
Pertenece al grupo de los corales hermatípicos. Su esqueleto es macizo y está compuesto de carbonato cálcico. Tras la muerte del coral, su esqueleto contribuye a la generación de nuevos arrecifes en la naturaleza, debido a que la acción del CO2 convierte muy lentamente su esqueleto en bicarbonato cálcico, sustancia ésta asimilable directamente por las colonias coralinas.
Su nombre proviene del latín porus = poro e ites = sufijo que denota parecido.
Porites es el coral más común en casi todos los hábitats. También el que alcanza mayor tamaño con sus colonias, hasta más de 8 m de altura y 5 m de diámetro. Y alcanza otro récord más, se han localizado colonias con más de 1000 años de antigüedad.

## Especies
El Registro Mundial de Especies Marinas reconoce las siguientes especies en el género:
- Porites annae Crossland, 1952
- Porites aranetai Nemenzo, 1955
- Porites arnaudi Reyes-Bonilla & Carricart-Ganivet, 2000
- Porites astreoides Lamarck, 1816
- Porites attenuata Nemenzo, 1955
- Porites australiensis Vaughan, 1918
- Porites baueri Squires, 1959
- Porites bernardi Vaughan, 1907
- Porites branneri Rathbun, 1887
- Porites brighami Vaughan, 1907
- Porites capricornis Rehberg, 1891
- Porites cocosensis Wells, 1950
- Porites colonensis Zlatarski, 1990
- Porites columnaris Klunzinger, 1879
- Porites compressa Dana, 1846
- Porites cumulatus Nemenzo, 1955
- Porites cylindrica Dana, 1846
- Porites decasepta Claereboudt, 2006
- Porites deformis Nemenzo, 1955
- Porites densa Vaughan, 1918
- Porites desilveri Veron, 2000
- Porites discoidea Studer, 1901
- Porites divaricata LeSueur, 1821
- Porites duerdeni Vaughan, 1907
- Porites echinulata Klunzinger, 1879
- Porites evermanni Vaughan, 1907
- Porites flavus Veron, 2000
- Porites fontanesii Benzoni & Stefani, 2012
- Porites furcata Lamarck, 1816
- Porites gabonensis Gravier, 1911
- Porites harrisoni Veron, 2000
- Porites hawaiiensis Vaughan, 1907
- Porites heronensis Veron, 1985
- Porites horizontalata Hoffmeister, 1925
- Porites lanuginosa Studer, 1901
- Porites latistella Quelch, 1886
- Porites lichen Dana, 1846
- Porites lobata Dana, 1846
- Porites lutea Quoy & Gaimard, 1833
- Porites mauritiensis Bernard
- Porites mayeri Vaughan, 1918
- Porites monticulosa Dana, 1846
- Porites mordax Dana
- Porites murrayensis Vaughan, 1918
- Porites myrmidonensis Veron, 1985
- Porites napopora Veron, 2000
- Porites negrosensis Veron, 1990
- Porites nigrescens Dana, 1846
- Porites nodifera Klunzinger, 1879
- Porites okinawensis Veron, 1990
- Porites ornata Nemenzo, 1971
- Porites panamensis Verrill, 1866
- Porites porites Pallas, 1766
- Porites profundus Rehberg, 1892
- Porites pukoensis Vaughan, 1907
- Porites randalli Forsman & Birkeland, 2009
- Porites rugosa Fenner & Veron, 2000
- Porites rus Forskål, 1775
- Porites schauinslandi Studer, 1901
- Porites sillimaniani Nemenzo, 1976
- Porites solida Forskål, 1775
- Porites somaliensis Gravier, 1910
- Porites stephensoni Crossland, 1952
- Porites studeri Vaughan, 1907
- Porites superfusa Gardiner, 1898
- Porites sverdrupi Durham, 1947
- Porites tuberculosus Veron, 2000
- Porites vaughani Crossland, 1952

## Morfología
Las colonias presentan diversas formas: incrustantes, nodulares, columnares, masivas, lobuladas o ramificadas. Mayoritariamente son de color amarillo o marrón claro, aunque también son verde, rosa, púrpura o azul. Los pólipos presentan unas células urticantes denominadas nematocistos, empleadas en la caza de presas de zooplancton.
Esqueleto ligero y poroso. Los coralitos a menudo son muy pequeños, de 0.5 a 2.2 mm de diámetro en sus cálices y están inmersos en la superficie del corallum, o esqueleto colonial. Tienen 12 septos, entre 4 y 8 lóbulos paliformes, y, normalmente, con columnela presente con gránulos estrellados.
Los pólipos tienen 6 tentáculos, y normalmente sólo se expanden por la noche.
Mensualmente, durante la luna llena, muda su tejido exterior para librarse de residuos y algas.

## Alimentación
Contienen algas simbióticas, mutualistas (ambos organismos se benefician de la relación), llamadas zooxantelas. Las algas realizan la fotosíntesis produciendo oxígeno y azúcares, que son aprovechados por los pólipos, y se alimentan de los catabolitos del coral (especialmente fósforo y nitrógeno). Esto les proporciona entre el 70 y el 95% de sus necesidades alimenticias. El resto lo obtienen atrapando plancton con sus tentáculos y materia orgánica disuelta en el agua.

## Reproducción
Las colonias son macho o hembra. La colonia macho expele esperma que fertiliza externamente los huevos de la colonia hembra, al unirse con ellos en la columna de agua. Los huevos permanecen a la deriva arrastrados por las corrientes varios días, más tarde se forma una larva plánula que cae al fondo, se adhiere a él y comienza su vida sésil, secretando carbonato cálcico para conformar un esqueleto individual, o coralito. Posteriormente se reproducen por gemación, dando origen a la colonia, y al esqueleto colonial, denominado coenosteum o corallum.
También se reproducen por fragmentación, cuando, debido a las tormentas principalmente, se rompen fragmentos de las colonias, que son desplazados y, posteriormente, se desarrollan en nuevas colonias, mediante gemación. Se ha documentado que la especie de pez Pseudobalistes naufragium, suele alimentarse en colonias de Porites lobata, produciendo fragmentaciones en las colonias, cuyos restos conforman posteriormente nuevas colonias.

## Hábitat y distribución
Su distribución geográfica comprende todos las zonas tropicales del planeta. Preferentemente en áreas de buena corriente. Coloniza todos los entornos del arrecife: lagunas protegidas, zonas intermareales, frente externo, laderas y sustratos arenosos. Profundidad de 0 a 50 m, aunque se reportan localizaciones hasta 109 metros, y en un rango de temperatura entre 19.81 y 29.29 °C.

## Mantenimiento
Los Porites no son fáciles de aclimatar, pero una vez conseguido son especies resistentes. Requieren buena iluminación y corriente de moderada a fuerte.

## Galería

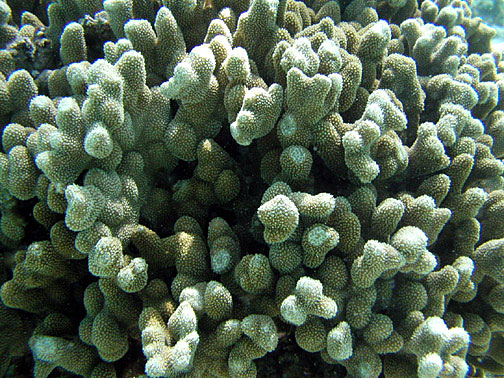
Porites annae
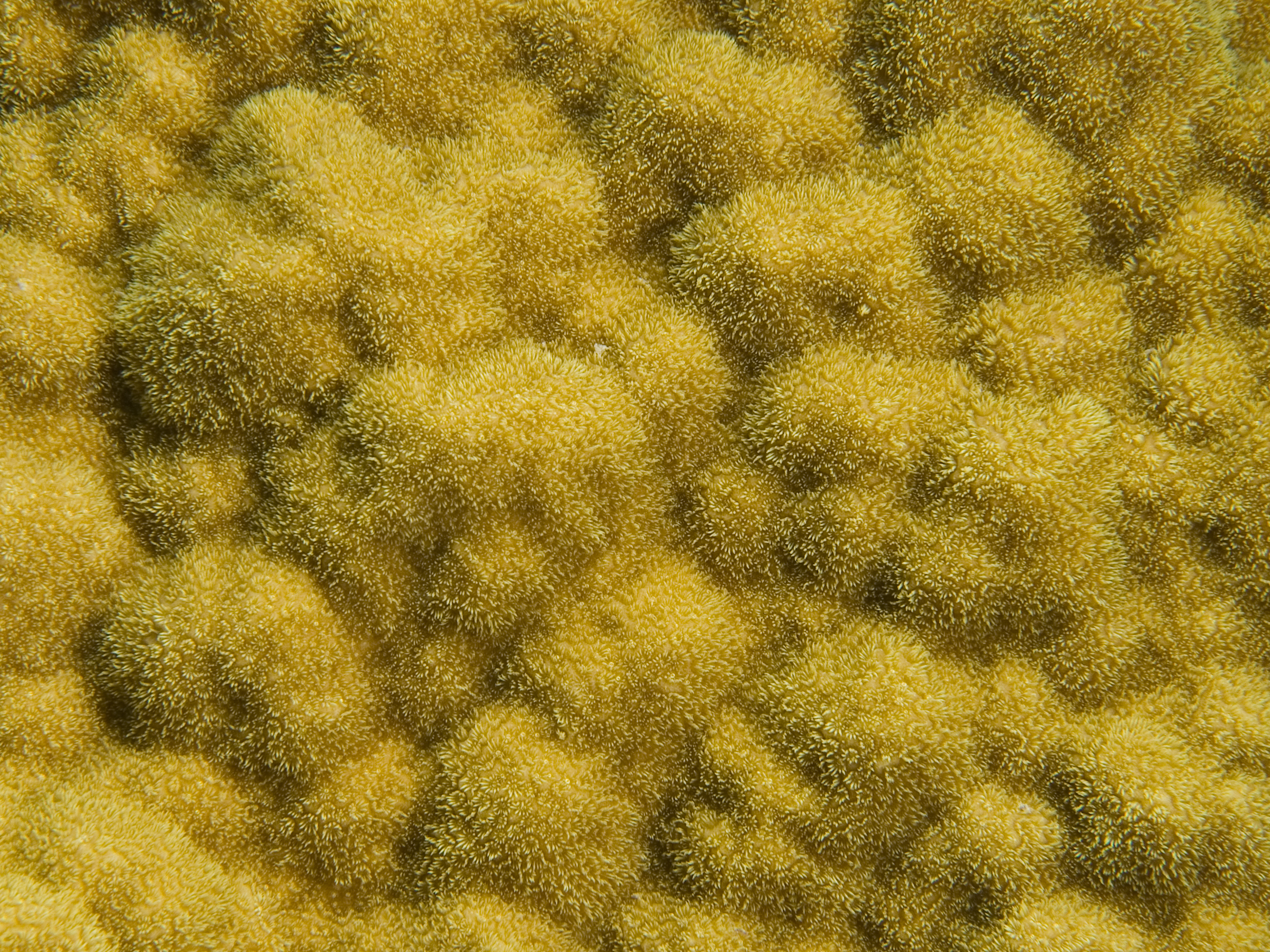
Porites astreoides
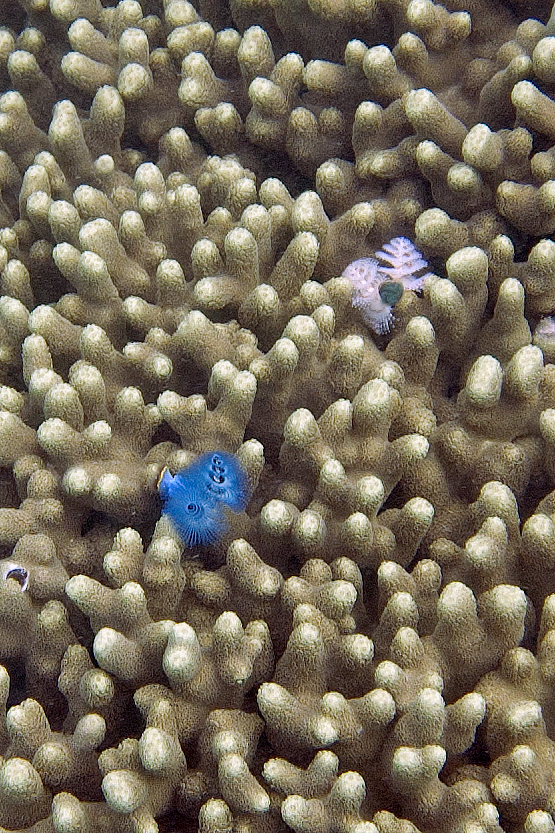
Porites attenuata
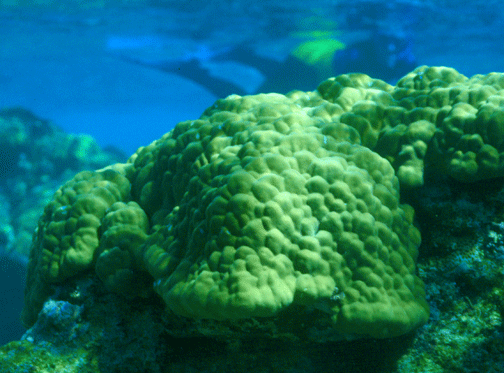
Porites australiensis
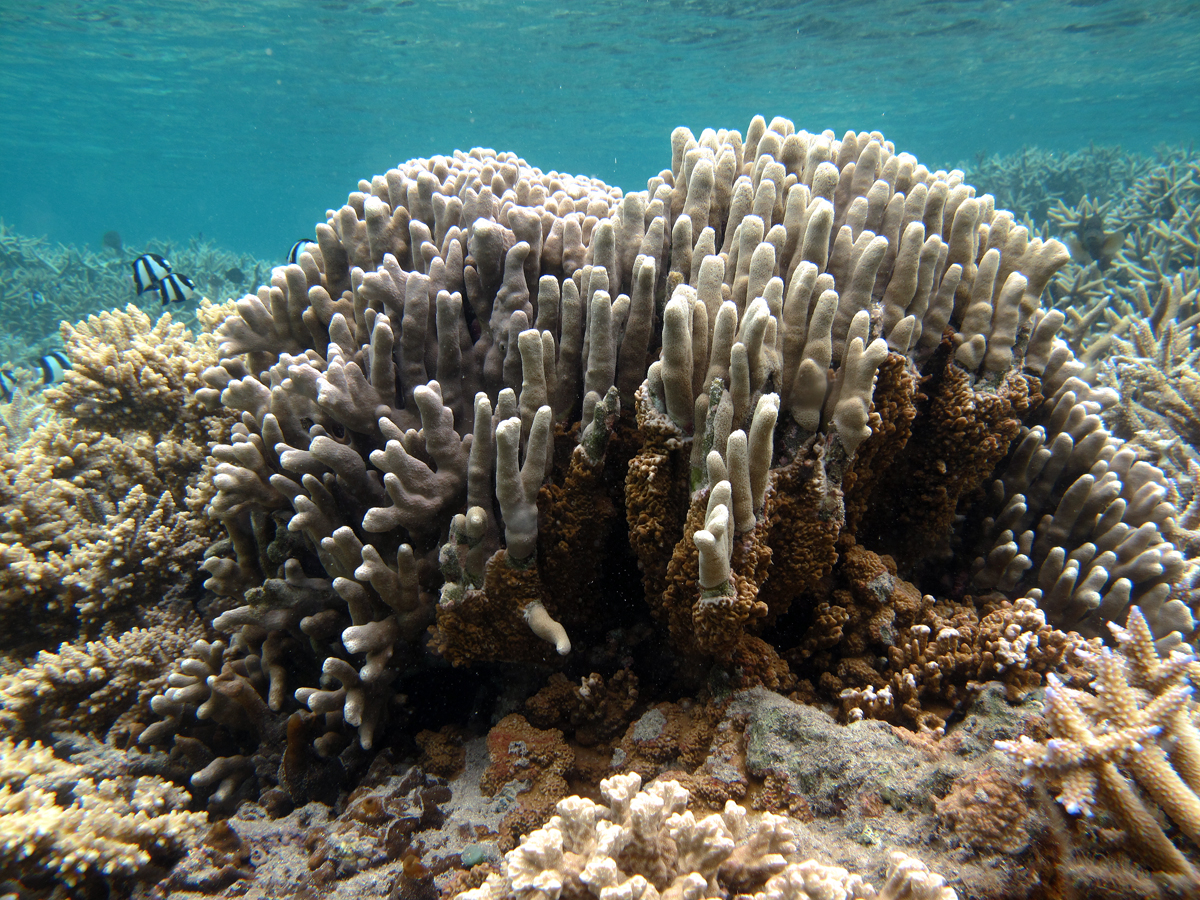
Porites compressa
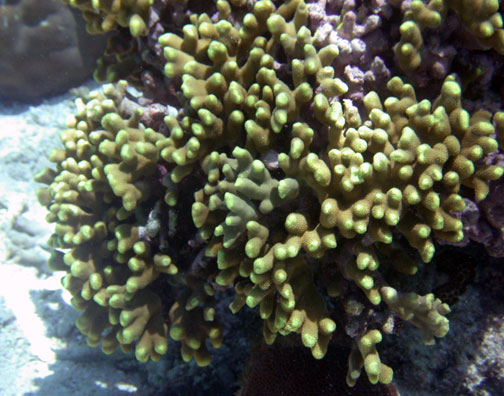
Porites cylindrica
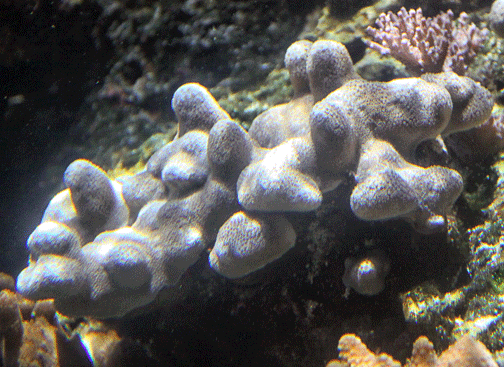
Porites duerdeni
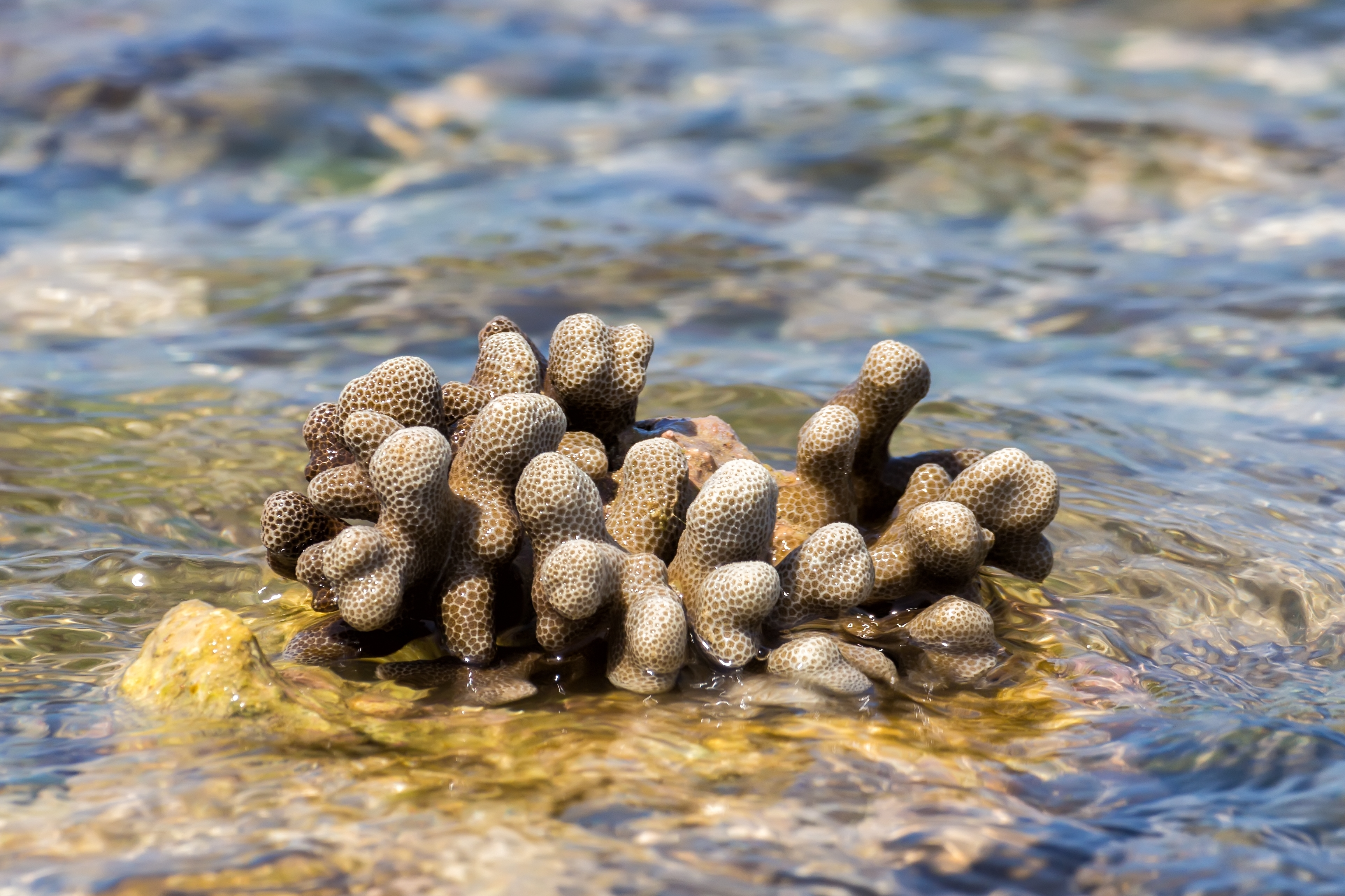
Porites furcata
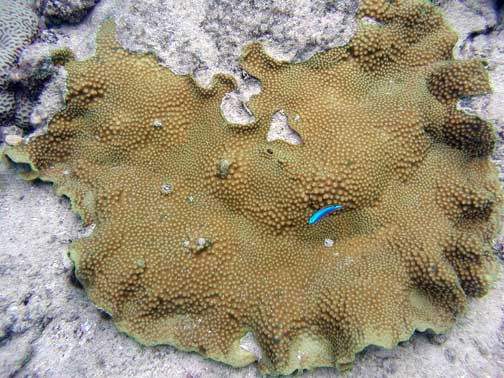
Porites lichen
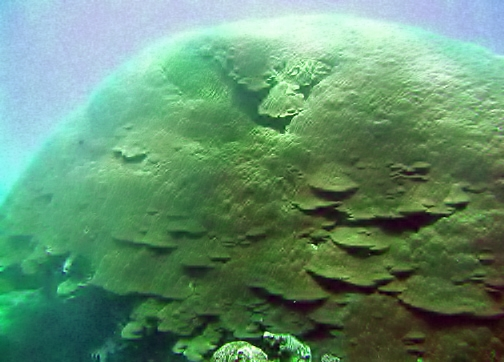
Porites lobata
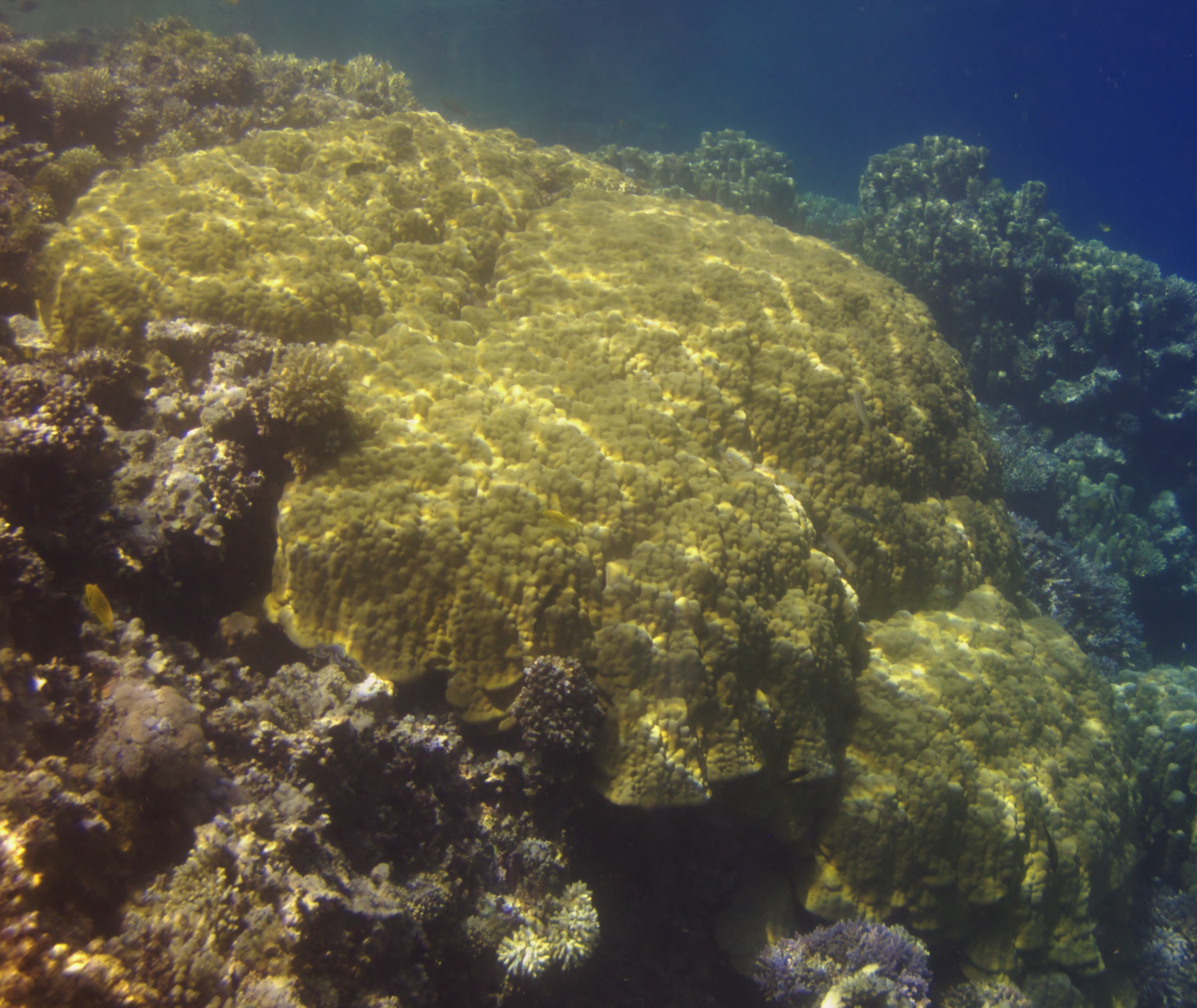
Porites lutea
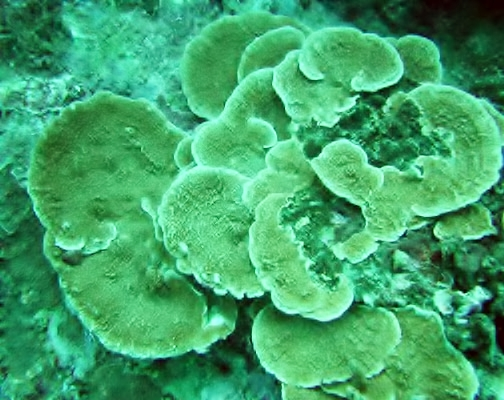
Porites monticulosa
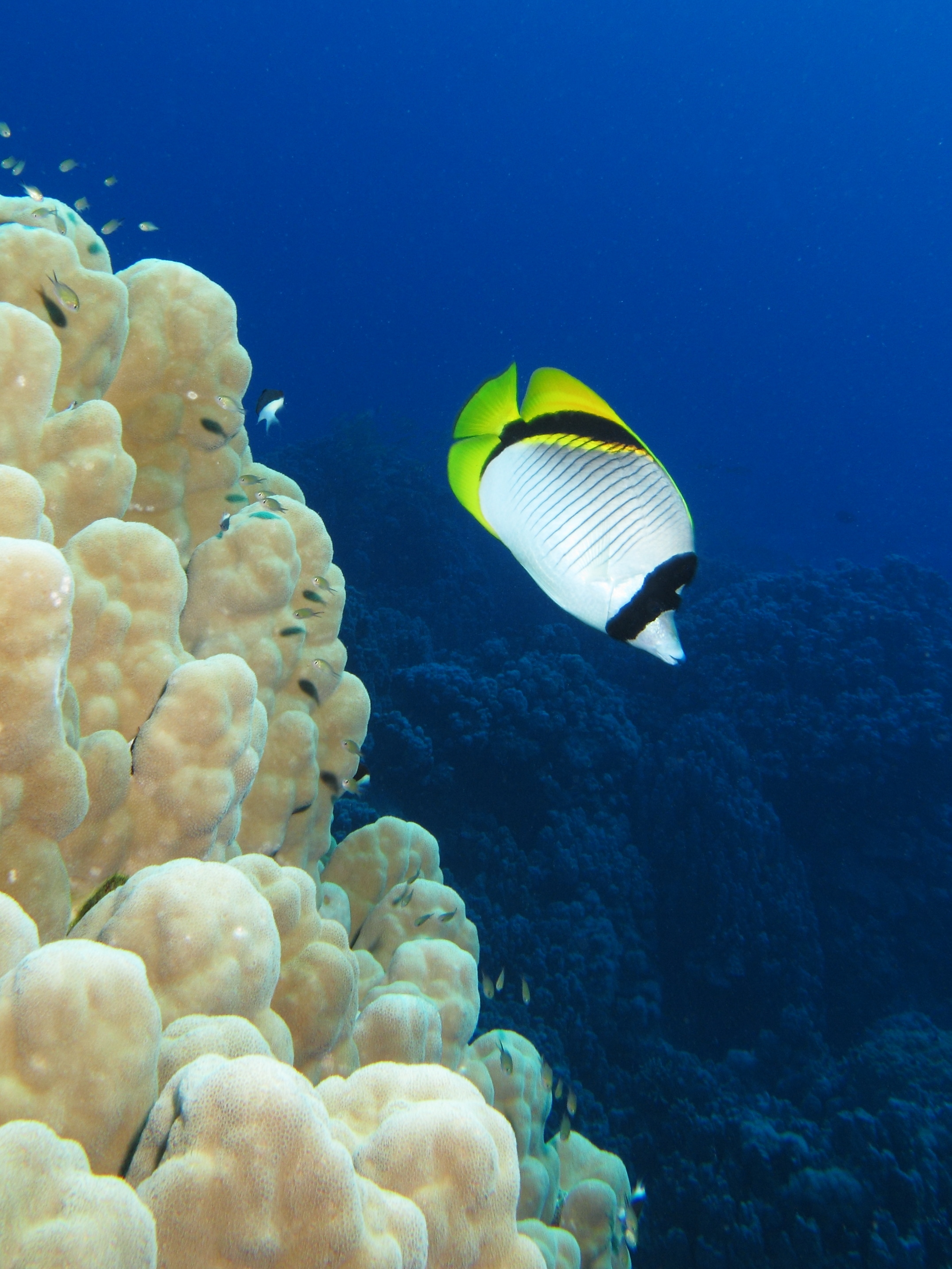
Porites nodifera
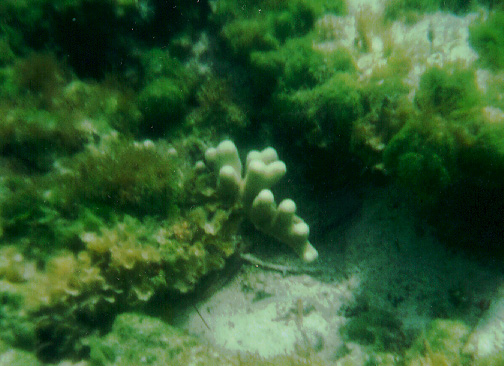
Porites porites
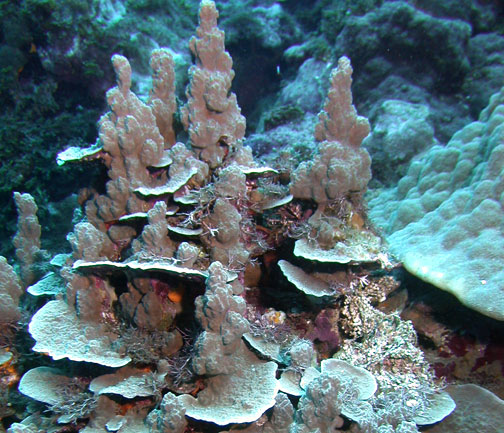
Porites rus
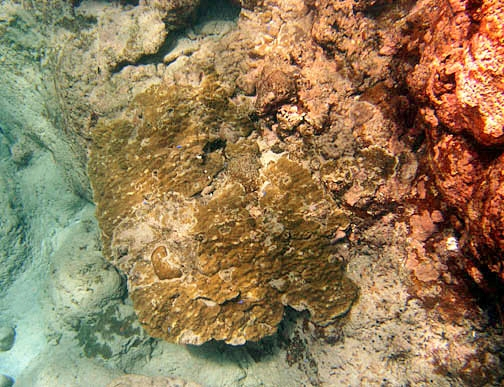
Porites solida